# Бунтовнице
Бунтовнице (енгл. Spring Breakers) амерички је криминалистички и хумористички филм из 2012. године, у режији и по сценарију Хармонија Корина. Прати четири студенткиње на пролећном распусту током ког упознају ексцентричног локалног дилера дроге који им помаже у тренутку очаја, те их уводи у свет дроге, криминала и насиља.
Корин је осмислио концепт неколико година пре почетка продукције, са пролазним идејама о заплету и ономе што би требало да се одвија. Његова првобитна жеља била је да створи „перцепциони филм” који је више био о осећањима него о акцији, те придавао мало значаја нарацији или заплету, за који је идеја дошла касније. Када је развио причу, која се дешава око периода пролећног распуста у САД, отпутовао је на Флориду да напише сценарио. Продукција је почела 2012, са буџетом процењеним на 5 милиона долара, што га чини другим најскупљим дугометражним филмом Корина до сада. Такође је један од његових првих биоскопских радова које је приказан широм света.
Премијерно је приказан 4. септембра 2012. године на Филмском фестивалу у Венецији, док је 22. марта 2013. године пуштен у биоскопе у САД, односно 21. марта у Србији. Зарадио је 31 милион долара широм света, што га чини успешним с обзиром на мали буџет. Добио је углавном позитивне рецензије критичара, који су га назвали потенцијалним култним класиком. Критичари и академици су приметили дубље значење заплета, коментаришући одраз савремене површности и самодеструктивне опсесије млађе генерације високо стилизованим медијима поп културе за једнократну употребу и чулном ефемером. BBC га је сврстао на своју топ-листу 100 најбољих филмова 21. века.

## Радња
Бунтовница је прича о четири секси девојке са колеџа које су решиле да новац за одлазак на распуст обезбеде пљачком ресторана. Али то је био само почетак њихових проблема.
На Флориди уместо доброг провода забава се претвара у пакао и оне завршавају у затвору. Мамурне и обучене само у бикини девојке из суднице изводи озлоглашени локални криминалац, који их ставља под своју „заштиту” и за њих почиње распуст какав нису ни слутиле. Грубе спољашности, али „нежне душе”, њихов „спаситељ” добија наклоност девојака, али и заувек мења њихове животе.

## Улоге
| Глумац        | Улога |
| ------------- | ----- |
| Џејмс Франко  | Ален  |
| Ванеса Хаџенс | Кенди |
| Селена Гомез  | Фејт  |
| Ешли Бенсон   | Брит  |
| Рејчел Корин  | Коти  |
|               | Арчи  |